# Matías Ramírez (futbolista argentino)
Matías Ramírez (Pontevedra, Merlo, Provincia de Buenos Aires, Argentina, 14 de marzo de 1999) es un futbolista argentino que se desempeña en la posición de extremo derecho en Águilas Doradas de la Categoría Primera A, a préstamo desde Godoy Cruz.

## Trayectoria

### Ferro
Dio sus primeros pasos en el Club Master de la localidad de Gregorio de Laferrere, del partido de La Matanza. Realizó las inferiores en el Club Ferro Carril Oeste.
En el Campeonato de Primera B Nacional 2016-17 tenía por delante delanteros de mucha experiencia y renombre como Luis Salmerón y Gonzalo Castillejos. Concentró por primera vez el 19 de diciembre de 2016 por el encuentro entre Ferro y All Boys partido que termina en victoria por 3 a 1 de Ferro con dos goles de Gonzalo Castillejos, uno de Lautaro Torres y el descuento de Guido Del Cason, Ramírez integró el banco siendo que ingresó en el entre tiempo por Facundo Affranchino, contando con 45 minutos para jugar, no marcó ningún gol. El 2 de febrero de 2017 firma su primer contrato como profesional y es convocado para participar de la pretemporada. En total disputa 7 partidos sin convertir goles con una sola amarilla en 156 minutos jugados.
De cara a la siguiente temporada en la que se disputará el Campeonato de Primera B Nacional 2017-18 continua formando parte del plantel profesional pero se encuentra relegado de las primeras opciones de recambio, disputa solamente 5 partidos con un total de 123 minutos en los que recibe una amonestación y no convierte goles. Ninguno de los partidos fue como titular, en total fue convocado al banco de suplentes en 13 ocasiones.
Relegado en el plantel, pero formando parte del mismo se sigue entrenando de cara al Campeonato de Primera B Nacional 2018-19 en el que sólo pudo disputar 2 encuentros en los que no marcó goles ni fue amonestado. En total disputó 13 minutos e integró el banco en otras 5 ocasiones más sin ingresar ni un minuto.

### Villa Dalmine
Firma la renovación de su contrato hasta julio del 2021 junto con Cristian Carrizo y sale cedido a préstamo sin cargo y sin opción a "El Viola" para disputar el Campeonato de Primera Nacional 2019-20. Fue convocado por primera vez al banco de suplente en el partido correspondiente a la cuarta fecha contra Gimnasia y Esgrima de Mendoza quedándose sin ingresar. Su debut se daría en la fecha siguiente el 7 de septiembre contra Sarmiento de Junín ingresando al minuto 23 del segundo tiempo en lugar de Fabricio Brener, no marcó goles ni recibió tarjetas en los 22 minutos que disputó. En total participó de 3 partidos, ingresando en todos como suplente y siendo convocado sin ingresar en dos ocasiones. No convirtió goles y recibió solo una tarjeta amarilla en los 52 minutos que jugó.

### Ferro
Retorna al Verdolaga tras el parate por Covid e integra el plantel profesional empezando a ser una pieza de recambio en el Campeonato Transición de Primera Nacional 2020. Debuta en la primera fecha al ingresar a los 25 minutos del segundo tiempo contra Temperley en lugar de Lucas Pugh. Su debut como titular en la temporada se da el 7 de diciembre contra Atlanta completando los 90 minutos. Su primer y único gol en Ferro lo hace el 17 de enero contra Gimnasia y Esgrima de Mendoza en la goleada 4 a 1. En total disputó 9 partidos con 1 gol y sin recibir amonestaciones.

### Godoy Cruz
En febrero se le informa a Ferro que se firmó un precontrato con "El Tomba" para convertirse en jugador de dicha institución a partir del 1 de julio de 2021, momento en el que finalizaría el contrato. Ante esta situación el "verdolaga" se contacto con el club mendocino para tratar una rescisión anticipada, acordando de club a club un pago de U$D 30.000 en concepto de compensación más la reserva de una plusvalía en una futura venta y el correspondiente mecanismo de solidaridad. Con "El Tomba" firma un contrato hasta diciembre del 2023. En su primera temporada utilizaría el número 16 y es convocado por primera vez al banco de suplentes en la tercera fecha de la Copa de la Liga Profesional 2021 contra Rosario Central, ingresando a los 11 minutos del segundo tiempo en lugar de Ezequiel Bullaude, no marcó goles y recibió una tarjeta amarilla en los 34 minutos en cancha. Su debut como titular se termina dando en la octava fecha contra Racing, siendo reemplazado en el minuto 22 del segundo tiempo por Sebastián Lomónaco. El debut por el Campeonato de Primera División 2021 se daría el 1 de diciembre del 2021 contra Talleres de Córdoba como titular. Su primer gol en el club se lo convierte a Racing por la Copa Argentina 2020. En total en la temporada disputó 32 partidos y convirtió 3 goles en minutos de juego.
Continua en "El Tomba", de cara al Campeonato de Primera División 2022 tuvo un muy buen primer semestre que hizo que lo buscaran otros equipos de primera para reforzarse, aunque se terminó quedando. Debutó el 11 de febrero contra Tigre por la Copa de la Liga Profesional 2022, ingresando en el entretiempo en lugar de Valentín Burgos. También forma parte del equipo que vence a Tristán Suárez por la Copa Argentina 2022 y debuta en la liga contra Platense como titular. En total llegó a disputar 25 partidos en toda la temporada en los que no convirtió ningún gol.

### Banfield
En agosto de 2023 fue cedido al C. A. Banfield de la Primera División de Argentina hasta diciembre de 2024.

### Gimnasia y Esgrima La Plata
En enero de 2024 es contratado a préstamo por un año desde Godoy Cruz. Al no tener demasiados minutos en primera, en septiembre de 2024 rescinde contrato para pasar a Defensa y Justicia.

### Defensa y Justicia
En septiembre de 2024 acuerda el arribo al equipo de Defensa y Justicia. El pase se da en condición de préstamo con opción de compra por parte de Godoy Cruz de Mendoza.

## Estadísticas
Actualizado al último partido disputado el 23 de julio de 2024.

| Ferro Argentina | 2.ª           | 2016-17       | 7  | 0 | 0  | 0 | — | — | 7   | 0 | 0    |
| Ferro Argentina | 2.ª           | 2017-18       | 5  | 0 | 0  | 0 | — | — | 5   | 0 | 0    |
| Ferro Argentina | 2.ª           | 2018-19       | 2  | 0 | 0  | 0 | — | — | 2   | 0 | 0    |
| Ferro Argentina | 2.ª           | 2020          | 8  | 1 | 0  | 0 | — | — | 8   | 1 | 0.13 |
| Ferro Argentina | Total         | Total         | 22 | 1 | 0  | 0 | 0 | 0 | 22  | 1 | 0.05 |
| Villa Dalmine Argentina | 2.ª           | 2019-20       | 3  | 1 | 0  | 0 | — | — | 3   | 1 | 0.33 |
| Villa Dalmine Argentina | Total         | Total         | 3  | 1 | 0  | 0 | 0 | 0 | 3   | 1 | 0.33 |
| Godoy Cruz Argentina | 1.ª           | 2021          | 18 | 2 | 14 | 1 | — | — | 32  | 3 | 0.09 |
| Godoy Cruz Argentina | 1.ª           | 2022          | 13 | 0 | 13 | 0 | — | — | 26  | 0 | 0    |
| Godoy Cruz Argentina | 1.ª           | 2023          | 16 | 0 | 2  | 0 | — | — | 18  | 0 | 0    |
| Godoy Cruz Argentina | Total         | Total         | 47 | 2 | 29 | 1 | 0 | 0 | 76  | 3 | 0.05 |
| Banfield Argentina | 1.ª           | 2023          | 0  | 0 | 3  | 0 | — | — | 3   | 0 | 0    |
| Banfield Argentina | Total         | Total         | 0  | 0 | 3  | 0 | 0 | 0 | 3   | 0 | 0    |
| Gimnasia y Esgrima (LP) Argentina | 1.ª           | 2024          | 1  | 0 | 7  | 0 | — | — | 8   | 0 | 0    |
| Gimnasia y Esgrima (LP) Argentina | Total         | Total         | 1  | 0 | 7  | 0 | 0 | 0 | 8   | 0 | 0    |
| Defensa y Justicia Argentina | 1.ª           | 2024          | 0  | 0 | 0  | 0 | — | — | 0   | 0 | 0    |
| Defensa y Justicia Argentina | Total         | Total         | 0  | 0 | 0  | 0 | 0 | 0 | 0   | 0 | 0    |
| Total carrera | Total carrera | Total carrera | 73 | 4 | 39 | 1 | 0 | 0 | 112 | 5 | 0.04 |
| (1) La copa nacional se refiere a la Copa Argentina y Supercopa Argentina . (2) La copa internacional se refiere a la Copa Sudamericana, Recopa Sudamericana, Copa Libertadores y Copa Suruga Bank. |               |               |    |   |    |   |   |   |     |   |      |

## Selección nacional

### Selección Argentina Sub-19
Fue citado en varias ocasiones siendo la última en abril a la Selección de fútbol sub-19 de Argentina dirigida por Carlos Desio con la idea de prepararse para representar a nuestro país en los Juegos Suramericanos de 2018, que se disputarán del 26 de mayo al 10 de junio del 2018 en Cochabamba, Bolivia. En mayo del mismo año se da a conocer la lista de convocados de la cual no formó parte.